# Талас (Таласская область)
Талас (кирг. Талас) — село в Манасском районе Таласской области Кыргызстана. Административный центр аильного округа Киргизия. Код СОАТЕ — 41707 225 820 01 0.

## Население
По данным переписи 2009 года, в селе проживало 3319 человек.